# جرم هالي مضغوط ثقيل
جرم فلكي فيزيائي هالي مضغوط ثقيل (بالإنجليزية: Massive astrophysical compact halo object)‏ ماكهو (بالإنجليزية: MACHO)‏ هو أي نوع من الأجسام الفلكية الذي قد يفسر الوجود الظاهر للمادة المظلمة في هالات المجرات. الماكهو هو جسم يتكون من مادة باريونية طبيعية والذي يبعث قليلًا أو لا يبعث إشعاع وهو ينحرف خلال الفضاء البينجمي وغير مرتبط بأي نظام كوكبي. وبما أن الماكهوات ليست مضيئة فمن الصعب الكشف عنها. وهي تتضمن الثقوب السوداء والنجوم النيوترونية وأيضًا الأقزام البنية والكواكب المارقة. الأقزام البيضاء والأقزام الحمراء الخافتة جدًا تم اقتراح أنهم أيضًا مرشحين كماكهو. صاغ هذا المصطلح عالم الفيزياء الفلكية كيم جريست.